# Görzsiedlung

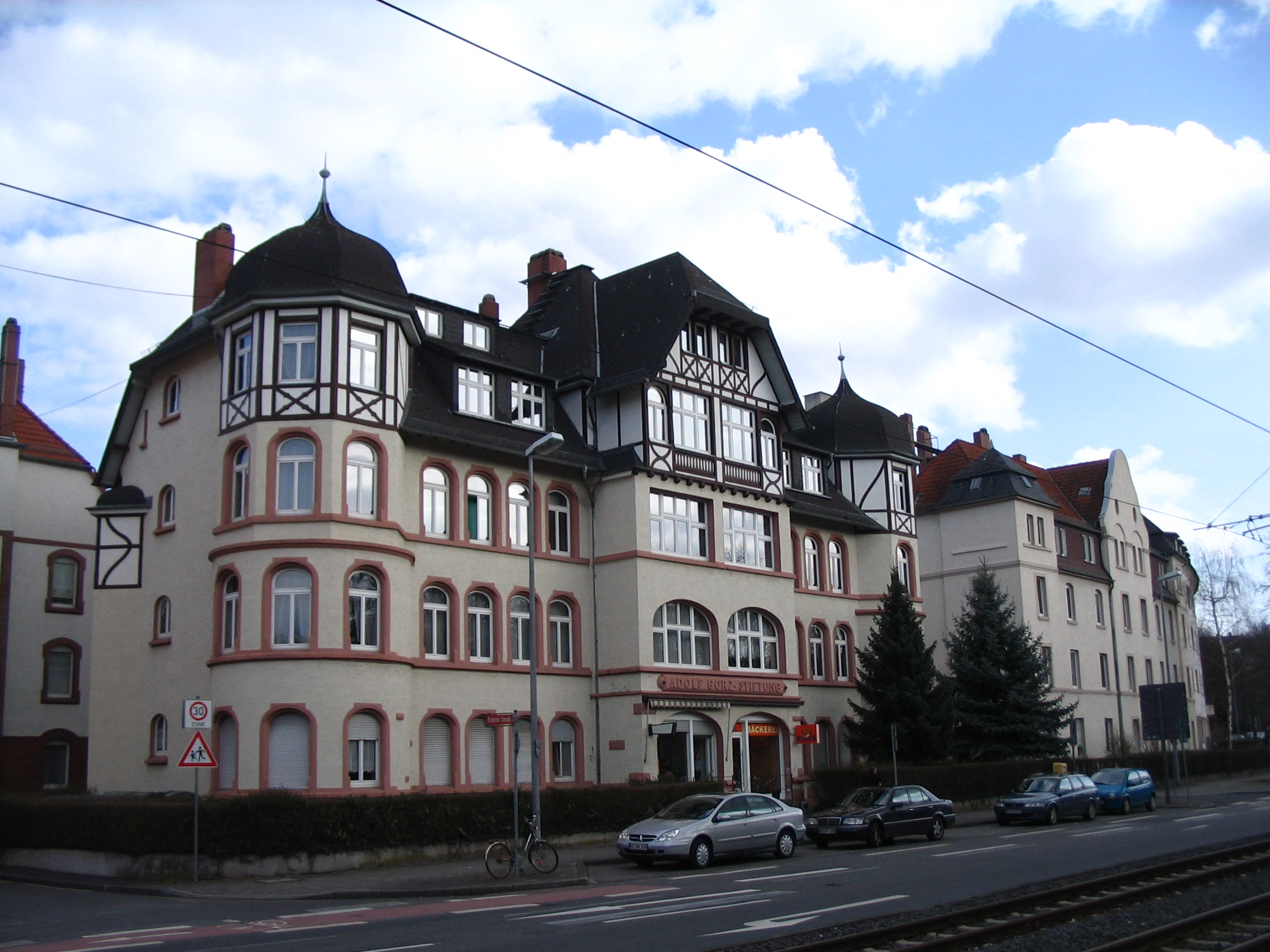
Die Görzsiedlung in Mainz von der Unteren Zahlbacher Straße aus gesehen.

Die Görzsiedlung (auch Görzstiftung genannt) ist eine zwischen 1903 und 1937 errichtete Wohnsiedlung in Mainz, die auf eine Stiftung des Kaufmanns Adolf Görz (1857–1900) zurückgeht. Die gesamte Anlage steht seit 1985 unter Denkmalschutz.

## Geschichte

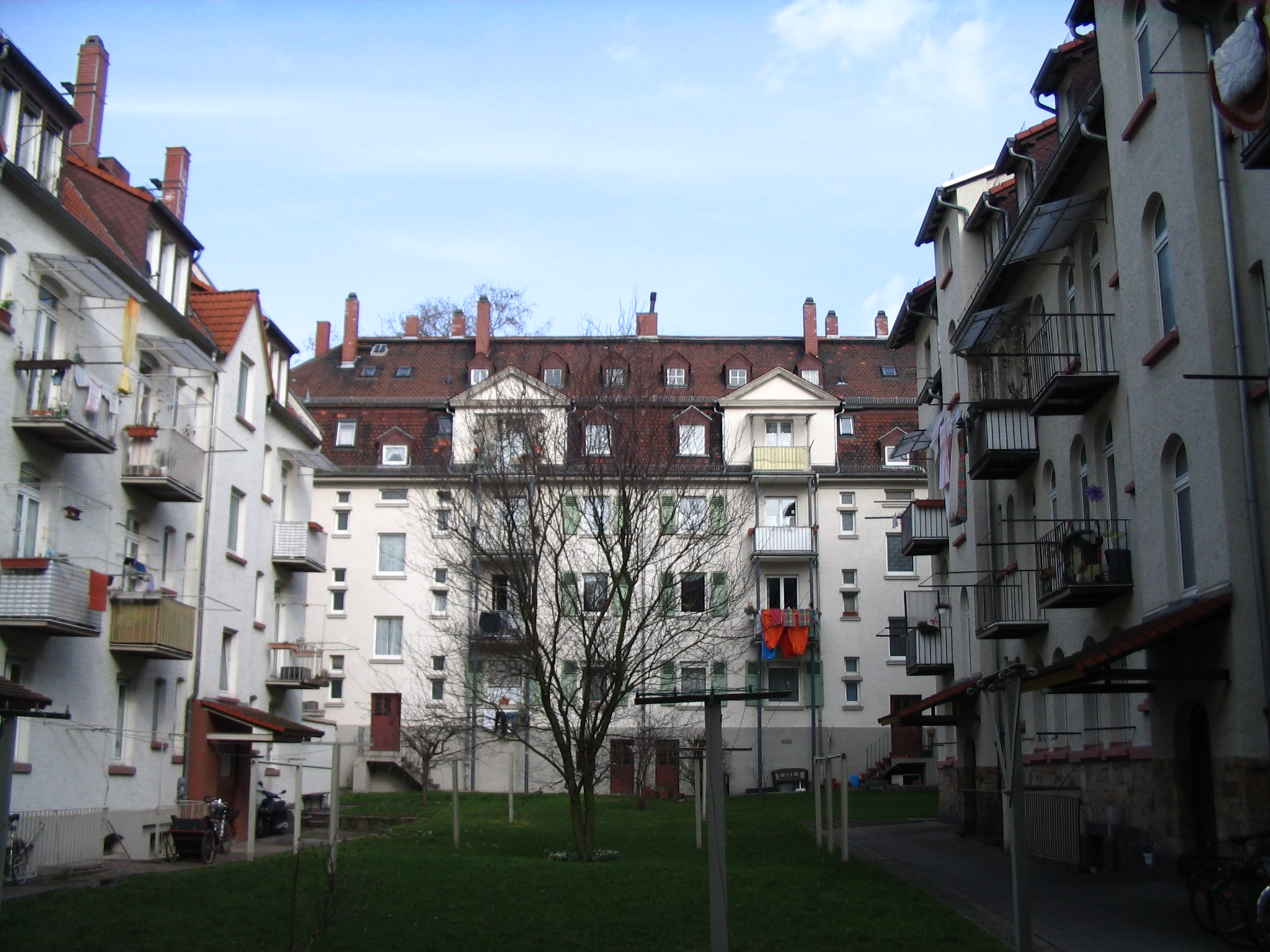
Ein typischer Innenhof der Görzsiedlung.

Der wohlhabende und sozial engagierte Mainzer Kaufmann Adolf Görz hatte nach seinem Tod im Jahr 1900 unter anderem 300.000 Goldmark für wohltätige Zwecke hinterlassen. Sein Bruder, der Justizrat und Aufsichtsratsvorsitzende des Mainzer Bau- und Sparvereins Friedrich Görz, ließ daraufhin ab 1903 vor dem ehemaligen Festungsgürtel der Stadt bei Zahlbach eine Siedlung mit preiswerten Wohnungen für bedürftige Familien mit Kindern bauen.
Bis 1937 wurde die Görzsiedlung schrittweise erweitert. Den Zweiten Weltkrieg überstand die Anlage weitgehend unbeschädigt. Seit 1985 steht die gesamte Siedlung als wichtiges Zeugnis des genossenschaftlichen Wohnungsbaus unter Denkmalschutz. In den vergangenen Jahren wurden die Gebäude schrittweise renoviert. In der Siedlung gibt es eine Görzstraße, die nach Adolf und Friedrich Görz benannt ist.

## Aussehen
Die Görzsiedlung besteht aus insgesamt elf eng beieinander stehenden drei- und vierstöckigen Mehrfamilienhäusern, zwischen denen sich begrünte Innenhöfe befinden. Die Gebäude sind im Stil der sogenannten Heimatschutzarchitektur gehalten, das heißt, sie sind teilweise mit Türmchen, Erkern und Balkonen aufgelockert und meist mit einem Mansarddach gekrönt. Viele Fassaden sind mit Klinker, Naturstein oder Fachwerk verziert. Vor allem die Schauseiten der Häuser an der Unteren Zahlbacher Straße sind reich gegliedert.

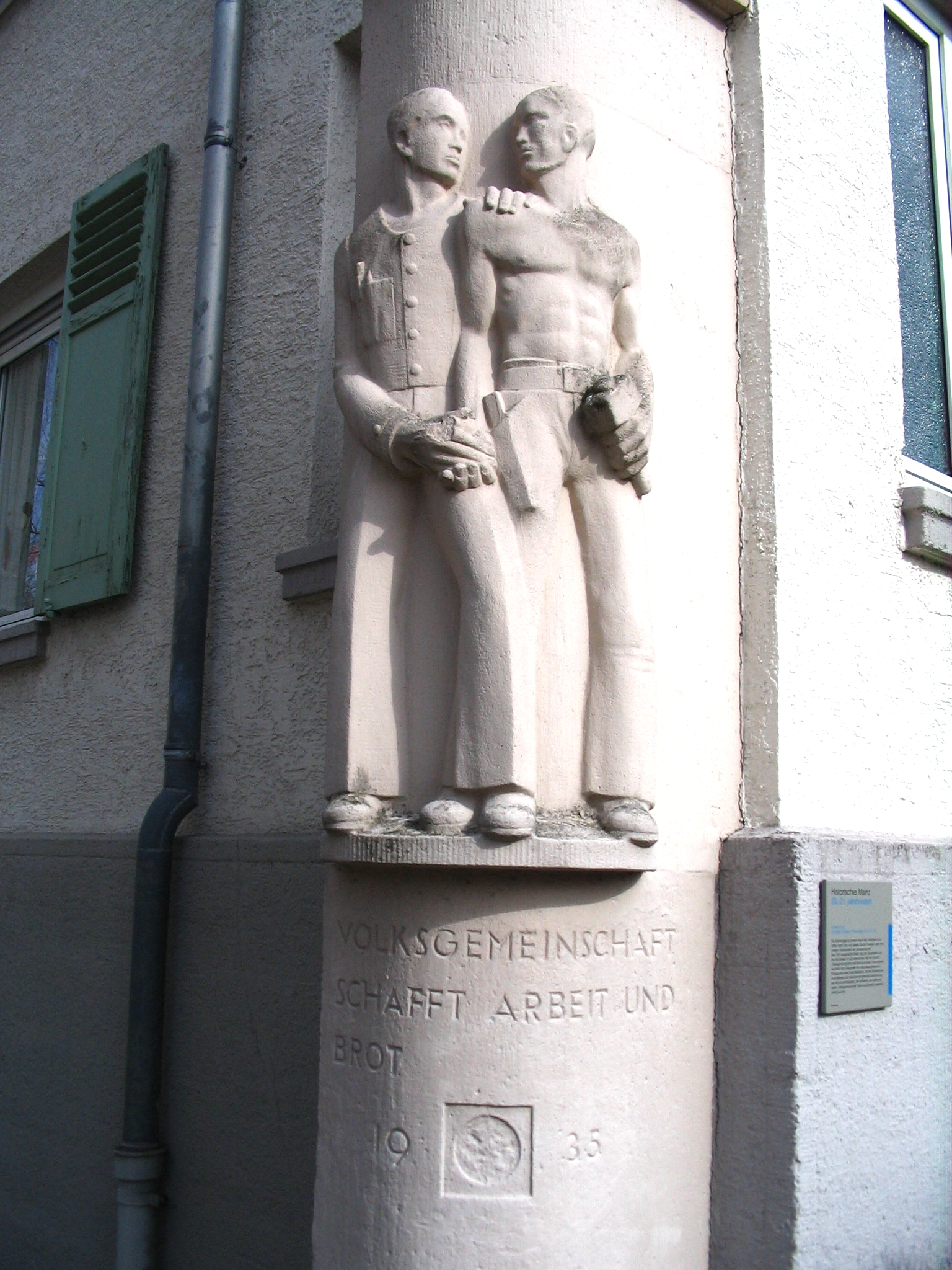
Figurenrelief mit Inschrift von 1935 in der Görzsiedlung.

### Figurenrelief
Während des letzten Bauabschnitts in der Zeit des Nationalsozialismus wurde an einem Zugang zur Siedlung ein Figurenrelief mit einer Inschrift angebracht. Die beiden Figuren eines Architekten und eines Bauarbeiters im Schulterschluss sowie die Inschrift „Volksgemeinschaft schafft Arbeit und Brot“ gelten heute als Dokument dafür, dass sich die nationalsozialistische Propaganda auf alle Lebensbereiche erstreckte. Das Relief und die Inschrift stehen daher ebenfalls unter Denkmalschutz – das Hakenkreuz unter der Inschrift wurde nach dem Zweiten Weltkrieg entfernt.